# Green Harbor-Cedar Crest
The Pinehills – jednostka osadnicza w Stanach Zjednoczonych, w stanie Massachusetts, w hrabstwie Plymouth, nad Oceanem Atlantyckim.